# ريفايلا فاليجيرا
بلدية ريفايلا فاليجيرا (بالإسبانية: Revilla Vallejera)‏، هي إحدى بلديات مقاطعة برغش، التي تقع في منطقة قشتالة وليون، والتي تقع في شمال غرب إسبانيا.
يبلغ عدد سكانها 130 نسمة وفقاً لإحصائية سنة (2002).